# Indio Solari: El hombre ilustrado
Indio Solari: El hombre ilustrado es un libro publicado por Gloria Guerrero en el año 2005.

## Estructura y génesis
El libro, editado en dos ocasiones en abril del 2005, está dividido en nueve capítulos a lo largo de los cuales se narra la historia del grupo de rock argentino Patricio Rey y sus Redonditos de Ricota. Contrario a lo que muchos creen, Gloria Guerrero no realizó una biografía de Carlos Solari, mencionándolo como un personaje más dentro de la historia del mitíco grupo platense.
En los primeros capítulos, Guerrero le muestra al lector cómo era el entorno en el que los integrantes de la banda se movían. Habla sobre la ciudad de La Plata, hace mención a su estructura geografía y sociocultural y también refleja cómo los gobiernos de turno influyen sobre la vida de los artistas.
Al avanzar con la lectura, estando el relato ya dentro de un marco determinado, la autora comienza a hablar de la banda propiamente dicha: cómo es que esta se forma, cómo se elige el nombre y por qué, la primera gira del grupo y su llegada a la Ciudad autónoma de Buenos Aires, presentándose en un pequeño salón ubicado a unas cuadras del obelisco porteño. También narra cómo ciertos ritos que la banda llevaba a cabo durante las primeras presentaciones en público, se van perdiendo como parte del proceso de hacer a la banda más masiva.
1. Un gran remedio para un gran mal (o cómo encontrar viejas medicinas para soñar)
2. El camino del indio (o de cómo el Santo Fumador de La Plata sale del letargo y va a desfilar)
3. Lo suave (o de cómo los buenos volvieron y están rodando cine de terror)
4. El astronauta italiano (o de cómo, preso de tu ilusión, vas a bailar)
5. Los ojos de dúrax lastimados (o de cómo caen al fin los disfraces, desnudándote)
6. La declaración de la independencia (o de cómo estar muy Shanghái)
7. El rocker (o de cómo atrapó un beso bienhechor con ojos al rojo vivo)
8. Los unos y el otro (o de cómo estar seguro de si el Indio escucha tu remera)
9. El aire acondicionado (o de cómo nuestra estrella se agotó y era mi lujo)

Antes del primer capítulo, "Un gran remedio para un gran mal", hay una lista con 18 invitados, según la autora. Esta lista es muy práctica a la hora de la lectura ya que contiene una pequeña referencia de varios de los personajes que han estado en el grupo.
- Datos: Q5915340